# 959
سنة 959 م كانت سنة بسيطة تبدأ يوم السبت (الرابط يظهر نموذج التقويم الكامل للسنة) من التقويم اليولياني.

## وفيات
- جعفر الخلدي.
- قسطنطين السابع.